# الیانزا، والی
الیانزا، والی (به اسپانیایی: Alianza, Valle) یک منطقهٔ مسکونی در هندوراس است که در Valle واقع شده‌است.

## خصوصیات
الیانزا ۲۱۵ کیلومترمربع مساحت و ۶٬۹۲۳ نفر جمعیت دارد.